# St. Catharines (circonscription provinciale)
Pour les articles homonymes, voir Sainte-Catherine.
Circonscription électorale provinciale du Canada
St. Catharines est une circonscription provinciale de l'Ontario représentée à l'Assemblée législative de l'Ontario depuis 1967.

## Géographie
La circonscription est située dans le sud de l'Ontario, sur les rives du lac Ontario. La circonscription est limitée à la seule ville de St. Catharines.  
Les circonscriptions limitrophes sont Niagara Falls, Niagara-Ouest et Niagara-Centre.

## Historique
| Législature | Années        | Député | Député                 | Parti                     |
| ----------- | ------------- | ------ | ---------------------- | ------------------------- |
| 28e         | 1967-1971     |        | Robert Mercer Johnston | Progressiste conservateur |
| 29e         | 1971-1975     |        | Robert Mercer Johnston | Progressiste conservateur |
| 30e         | 1975-1977     |        | Robert Mercer Johnston | Progressiste conservateur |
| 31e         | 1977-1981     |        | Jim Bradley            | Libéral                   |
| 32e         | 1981-1985     |        | Jim Bradley            | Libéral                   |
| 33e         | 1985-1987     |        | Jim Bradley            | Libéral                   |
| 34e         | 1987-1990     |        | Jim Bradley            | Libéral                   |
| 35e         | 1990-1995     |        | Jim Bradley            | Libéral                   |
| 36e         | 1995-1999     |        | Jim Bradley            | Libéral                   |
| 37e         | 1999-2003     |        | Jim Bradley            | Libéral                   |
| 38e         | 2003-2007     |        | Jim Bradley            | Libéral                   |
| 39e         | 2007-2011     |        | Jim Bradley            | Libéral                   |
| 40e         | 2011-2014     |        | Jim Bradley            | Libéral                   |
| 41e         | 2014-2018     |        | Jim Bradley            | Libéral                   |
| 42e         | 2018-2022     |        | Jennie Stevens         | Néo-démocrate             |
| 43e         | 2022–2025     |        | Jennie Stevens         | Néo-démocrate             |
| 44e         | 2025–en cours |        | Jennie Stevens         | Néo-démocrate             |

## Circonscription fédérale
Depuis les élections provinciales ontariennes du 4 octobre 2007, l'ensemble des circonscriptions provinciales et des circonscriptions fédérales sont identiques.